# 오하마촌 (히로시마현)
오하마촌(大浜村)은 히로시마현 미쓰기군에 있던 촌이다. 현재의 오노미치시의 일부에 해당한다.